# الشمعة المضية (كتاب)
الشمعة المضية بنشر قراءات السبعة المرضية: لمؤلفه: أبو السعد، منصور بن أبي النصر محمد الطبلاوي الشافعي، توفي سنة (1014هـ).
ينسب كثيرا في الكتب إلى جده: ناصر الدين محمد بن سالم الطبلاوي، فيقال: سبط الناصر.
وسبب تأليف الكتاب: ألَّف كتابا مفردا للكل قارئ بناء على سؤال طلبته، ثم ألف كتابا لرواية حفص لنفس السبب، ثم جمع لهم ذلك كله في هذا الكتاب حين سألوه ذلك. ومن أبرز مصادره: التيسير للداني، والشاطبية.
ومن مميزات الكتاب: أنه يتناول السبعة المتواترة، ولا يقتصر على الكتابين السابقين، وقد قسم الكتاب إلى: مقدمة، وثمانية أبواب ذكر في كل باب قارئا، وفي الباب الثامن ذكر رواية حفص، وختم بذكر التكبير في أواخر سور القرآن.

## التعريف بـ(مؤلف الكتاب)
هو أبو السعد، أو سعد الدين، أو زين الدين، منصور بن أبي النصر محمد بن ناصر الدين محمد بن سالم الطبلاوي الشافعي.
أساتذته: أبوه أبو النصر ابن ناصر الدين الطبلاوي، والشمس الرملي، وأحمد بن قاسم العبادي، وغيرهم
وفاته: مات سنة (1014هـ).

## نسبته إلى جده
ينسب كثيرا في الكتب إلى جده: ناصر الدين محمد بن سالم الطبلاوي، الذي توفي سنة 966هـ، وذلك لشهرة جده في الأوساط العلمية، وكان شافعيا عالما في كثير من الفنون، ولم يكن بمصر شخص أحفظ للعلوم الشرعية منه، عاش 100 سنة تقريبا، وألَّف كتبا كثيرة.

## اسم الكتاب
الشمعة المضية بنشر قراءات السبعة المرضية كما ذكر ذلك في مقدمة كتابه.
وقد خلط بعض العلماء بين هذا الكتاب وكتاب الشمعة المضية بنشر قراءات السبعة المرضية، لكمال الدين أبي عبد الله محمد الموصلي الحلبي المعروف بشعلة، المتوفى سنة (656هـ) والكتابان لهما عنوان واحد، إلا أن الفرق بينهما من عدة أوجه:
1. أن كتاب شعلة منظومة رائية عدد أبياتها في حدود خمسمائة بيت، وهذا الكتاب كتاب منثور.
2. أورد الطبلاوي في الكتاب أسماء الجعبري المتوفى سنة (732هـ) وابن الجزري المتوفى سنة (833) وهذان متأخران عن شعلة المتوفى سنة (656هـ).[7]

## أهمية الكتاب
تظهر أهمية الكتاب من خلال الآتي: -
1. مصادر الكتاب هي التيسير والشاطبية وكتب ابن الجزري، وخاصة النشر.
2. أنه كتاب مختصر مجموع من كتبه المفردة في القراءات، المقصود منه تسهيل المعلومات وتقديمها بصورة سهلة مستوفية للمقصود.[8]

## الداعي إلى تأليف الكتاب
سأله طلبته أن يؤلف كتابا مفردا لكل قارئ ففعل ذلك، ثم طلب منه آخرون أن يؤلف لهم كتاب مستقلا في رواية حفص ففعل، ثم طلبوا منه أن يؤلف كتابا جامعا يجمع فيه كل القراءات السابقة في كتاب واحد لطيف يتميز بالاختصار، ففعل ذلك، وأسماه: الشمعة المضية بنشر قراءات السبعة المرضية.